# Avril 1851

## Événements
- En France, un ministère conservateur (Ministère Léon Faucher) remplace le « petit ministère » constitué le 24 janvier.
- Conférence de Dresde. La Confédération germanique est restaurée. Frédéric-Guillaume IV de Prusse s’oppose à l’entrée de l’Autriche dans le Zollverein et François-Joseph Ier d'Autriche lui refuse la coprésidence de la confédération.

- 5 avril : mort de Felix Schwarzenberg, chef du gouvernement autrichien. L’empereur d'Autriche ne le remplace pas.
- 26 avril (Portugal) : coup d’État du général Saldanha, qui chasse le président du conseil des ministres Cabral.

## Naissances
- 2 avril : Charles Barrois, géologue français († 1939).
- 6 avril : Guillaume Bigourdan (mort en 1932), astronome français.
- 12 avril : Edward Maunder (mort en 1928), astronome anglais.
- 17 avril : Leonora King, médecin et missionnaire canadienne († 30 juin 1925).
- 21 avril : Charles Barrois (mort en 1939), géologue français.
- 27 avril : Johann Vaillant, pionnier des technologies de chauffage et fondateur de l'entreprise familiale Vaillant († Düsseldorf 11 mars 1920).

## Décès
- 4 avril :
  - « Paquiro » (Francisco Montes), matador espagnol (13 janvier 1805).
  - « Barragan » (Isidro Santiago Llano), matador espagnol (° 18 février 1811).